# Hero (film 1983)
Hero (ang. Hero, hindi. हीरो) – indyjski film z 1983 roku w reżyserii Subhasha Ghai. 
Jackie Shroff zagrał główną rolę.

## Obsada
- Jackie Shroff – Jackie Dada / Jaikishan
- Meenakshi Sheshadri – Radha Mathur
- Sanjeev Kumar – Damodar Mathur
- Shammi Kapoor – Police Commissioner Shrikanth Mathur
- Amrish Puri – Pasha
- Madan Puri – Bharat
- Bindu – Jamuna (Radha's widowed aunt)
- Bharat Bhushan – Ramu
- Shakti Kapoor – Jimmy Thapa

## Piosenki śpiewają
Piosenki do filmu, skomponowane przez Laxmikant-Pyarelal:
1. "Ding Dong" – Anuradha Paudwal, Manhar Udhas
2. "Mahobbat Ye Mahobbat" – Suresh Wadkar, Lata Mangeshkar
3. "Lambi Judaai" – Reshma
4. "Nindya Se Jaagi Bahaar" – Lata Mangeshkar
5. "Pyar Karne Wale Kabhi Darte Nahi" – Lata Mangeshkar, Manhar Udhas
6. "Tu Mera Hero Hai" – Anuradha Paudwal, Manhar Udhas